# Тур Мазовии
Тур Мазовии (пол. Dookoła Mazowsza) — шоссейная многодневная велогонка, проходящая по территории Польши с 1951 года.

## История
Гонка была создана в 1951 году и до 1999 была любительской. В 1959 году гонка прошла дважды, а в начале 80-х и первой половине 90-х несколько раз не проводилась. С 2000 года стала профессиональной.
В 2005 году вошла в календарь появившегося Европейского тура UCI с категорией 2.1, которая с 2006 года понизилась до категории 2.2.
Маршрут гонки проходит по территории Мазовецкого воеводства. Названии гонки в переводе с пол. — «Вокруг Мазовии» или «Доокола Мазовша». Организатором выступает Mazovia Team.
Самым успешным гонщиком является поляк Зенон Чеховски, который выигрывал гонку четыре раза подряд с 1969 по 1972 год.

## Призёры
| Год      | Победитель            | Второй             | Третий                |
| -------- | --------------------- | ------------------ | --------------------- |
| 1951     | Станислав Залевский   | Анджей Трохановски | ? Рыхлицкий           |
| 1952     | Ян Певица             |                    |                       |
| 1953     | Анджей Сельма         |                    |                       |
| 1954     | Эдмунд Фигиел         | Генри Чесляк       | Веслав Шадковски      |
| 1955     | Ян Желязны            |                    |                       |
| 1956     | Римский Ситарски      | В. Пиотровски      | Здислав Бурак         |
| 1957     | Вацлав Вжесьнёвский   | Зыгмунт Качмарчик  | Тадеуш Валишевский    |
| 1958     | Станислав Круляк      | Анджей Трохановски | Мечислав Возняк       |
| 1959     | Адам Генка            | Ежи Янковский      | Хенрик Ковальский     |
| 1959 (2) | Хенрик Ковальский     | Ежи Панцек         | Ян Штьеж              |
| 1960     | Казимеж Беднарчик     | Хенрик Свёнтек     | Юзеф Бекер            |
| 1961     | Витольд Кравчинский   | Анджей Осташевский | Здислав Кржижановский |
| 1962     | Джозеф Йохем          | Рышард Влочевский  | Георге Бадара         |
| 1963     | Фрэнсис Порвол        | Эмиль Шпитальны    | Здислав Ковальчик     |
| 1964     | Хенрик Возняк         | Майкл Мотавски     | Зигфрид Ярема         |
| 1965     | Ян Кудра              | Януш Жаньяк        | Тадеуш Задрожный      |
| 1966     | Хенрик Возняк         | Войцех Гощинский   | Джозеф Йохем          |
| 1967     | Хенрик Возняк         | Чеслав Миколайчик  | Бенедикт Башчик       |
| 1968     | Анджей Блавдзин       | Анджей Качмарек    | Кшиштоф Штец          |
| 1969     | Зенон Чеховски        | Рышард Шурковский  | Лех Клуж              |
| 1970     | Зенон Чеховски        | Збигнев Кшешовец   | Мариан Кегель         |
| 1971     | Зенон Чеховски        | Войцех Матусяк     | Хенрик Расек          |
| 1972     | Зенон Чеховски        | Анджей Пержинский  | Януш Ковальский       |
| 1973     | Тадеуш Смырак         | Ян Чандзыньски     | Мечислав Климчик      |
| 1974     | Юлиуш Фирковски       | Збигнев Кшешовец   | Вольфганг Весеман     |
| 1975     | Мечислав Климчик      | Кшиштоф Суйко      | Юлиуш Фирковски       |
| 1976     | Мариан Майковский     | Януш Позак         | Лехослав Михалак      |
| 1977     | Рышард Шурковский     | Рышард Вавзута     | Лех Томашевский       |
| 1978     | Рышард Шурковский     | Тадеуш Мытник      | Кшиштоф Суйко         |
| 1979     | Роман Чесляк          | Тадеуш Мытник      | Ханс-Йоахим Хартник   |
| 1980     | Лехослав Михалак      | Рышард Шурковский  | Тадеуш Мытник         |
| 1983     | Марек Лесьневский     | Иржи Свинога       | Рышард Шурковский     |
| 1984     | Славомир Кравчик      | Марек Шержинский   | Збигнев Людвиняк      |
| 1985     | Ян Лесневский         | Лешек Степневский  | Анджей Межеевский     |
| 1986     | Славомир Кравчик      |                    |                       |
| 1987     | Эдвард Качмарчик      |                    |                       |
| 1988     | Збигнев Пёнтек        | Ярослав Хойнацкий  | Мечислав Карлович     |
| 1989     | Анджей Сыпытковский   | Збигнев Пёнтек     | Кристиан Зайдель      |
| 1993     | Дариуш Хабель         | Роберт Радош       | Кшиштоф Ярошук        |
| 1997     | Мариуш Билевский      | Томаш Клочко       | Ярослав Хойнацкий     |
| 1998     | Томаш Клочко          | Цезарий Замана     | Збигнев Пёнтек        |
| 1999     | Виктор Улановский     | Кшиштоф Йежовски   | Марек Мацеевский      |
| 2000     | Пшемыслав Миколайчик  | Пётр Пжидзял       | Томаш Лисовичи        |
| 2001     | Кацпер Совинский      | Даниэль Маевский   | Гжегож Гронкевич      |
| 2002     | Яцек Мицкевич         | Марцин Гебка       | Томаш Клочко          |
| 2003     | Дариуш Рудницкий      | Роберт Радош       | Гжегож Васс           |
| 2004     | Адам Вадецки          | Пётр Зарадны       | Кшиштоф Йежовски      |
| 2005     | Пётр Зарадны          | Роберт Радош       | Петер Мазур           |
| 2006     | Томаш Кендысь         | Марек Весёлы       | Даниэль Чайковские    |
| 2007     | Марек Весёлы          | Пётр Зарадны       | Доминик Роэл          |
| 2008     | Марцин Сапа           | Аидис Круопис      | Артур Детко           |
| 2009     | Лукаш Боднар          | Роберт Радош       | Томаш Кендысь         |
| 2010     | Себастьян Форке       | Хеннинг Боммель    | Рюдигер Зелиг         |
| 2011     | Роберт Радош          | Рюдигер Зелиг      | Кшиштоф Йежовски      |
| 2012     | Матеуш Тачак          | Матеуш Новак       | Николай Михайлов      |
| 2013     | Роберт Радош          | Лукаш Овсян        | Павел Бернас          |
| 2014     | Ярослав Марич         | Эрик Латонь        | Мауриц Ламмертинк     |
| 2015     | Гжегож Степняк        | Керстен Тиле       | Тван Брюсселман       |
| 2016     | Матти Маннинен        | Адриан Банашек     | Марко Матис           |
| 2017     | Алоис Каньковски      | Гжегож Степняк     | Эмилс Лиепиньш        |
| 2018     | Шимон Сайнок          | Алоис Каньковски   | Гжегож Степняк        |
| 2019     | Станислав Аниолковски | Гжегож Степняк     | Франтишек Сиср        |
| 2020     | Михаэль Кукрле        | Даниэль Турек      | Павел Бернас          |
| 2021     | Эрик Лундер           | Тобиас Нольде      | Петр Келемен          |
| 2022     | Марсели Богуславский  | Йеспер Раш         | Алан Банашек          |
| 2023     | Одес Когут            | Бартош Рудик       | Lars Rouffaer         |
| 2024     | Бартломей Прок        | Мадс Андерсен      | Бартош Рудик          |

- В 2013 победу одержал поляк Марцин Сапа, но в октябре 2014 году он был дисквалифицирован UCI за применение допинга (ацетазоламид) с 27 июля 2013 по 28 апреля 2016 (18 месяцев), а все его результаты в этот период были аннулированы. Произошло перераспределения мест.[1][2]